# Zhou Zhen-nan
Zhou Zhen-Nan (chino simplificado= 周震南, chino tradicional= 周震南, pinyin= Zhōu Zhènnán) también conocido como Vin Zhou, es un rapero, cantante , cantautor y bailarín chino. Exmiembro del grupo "R1SE"(2019-2021), actualmente solista.( y modelo para marcas )

## Biografía
Se graduó de la Escuela Escuela Internacional Chengdu Meishi (inglés: "Chengdu Meishi International School"). Habla mandarín e inglés.

## Carrera
Actualmente es miembro de la agencia "Wajijiwa Entertainment" (哇唧唧哇娛樂). Durante su estadía en Corea del Sur fue aprendiz de la agencia coreana JYP Entertainment del 2015 al 2016.

### Televisión
En el 2017 concursó en el programa The Coming One donde quedó en 4.º lugar.
El 27 de mayo del 2018 se unió al elenco principal de la tercera temporada del reality chino Let Go of My Baby junto a Jackson Wang, Chen Xuedong, Huang Jingyu y Zhang Jie, hasta el final de la temporada el 12 de agosto del mismo año. En el programa los padres dejan que las celebridades cuiden de sus hijos durante aproximadamente un mes.
Ese mismo año colaboró y participó junto al cantante surcoreano Samuel en la segunda temporada del programa surcoreano-chino The Collaboration Season 2 (también conocida como "CYZJ") donde quedaron en primer lugar, ganando la competencia.
El 6 de abril del 2019 se unió al programa de canto Produce Camp 2019 donde participó, llegando a la ronda final y quedando en el primer lugar durante todas las semanas, convirtiéndose así en el centro del nuevo grupo R.1.S.E.

### Música
El 14 de diciembre del 2017 debutó como solista.
El 14 de diciembre del 2018 lanzó su primer EP titulado V. Más tarde en febrero del 2019 lanzó su segundo EP titulado V's Prelude.
Desde el 8 de junio del 2019 forma parte del grupo R.1.S.E (que significa: R - Running (赛跑), 1 - No 1 (笫一), S - Sun (太阳) y la E - Energy (能量)) junto a Xia Zhiguang, Liu Ye, Yan Xujia, Yao Chen, Zhai Xiaowen, Zhao Lei, Zhang Yanqi, Ren Hao, Zhao Rang y He Luoluo. Ese mismo día el grupo presentó su primer sencillo titulado "R1SE". El 9 de agosto del mismo año el grupo lanzó el MV de la canción final para la película Shanghai Fortress. El 2 de junio de 2021 se anunció que después de dos años, el grupo se disolvería el 14 de junio del mismo año.

## Filmografía

### Programas de variedades
| Año        | Programa                                            | Notas                          |
| ---------- | --------------------------------------------------- | ------------------------------ |
| 2021-      | Chuang 2021                                         | mentor                         |
| 2020       | Skillful Detective                                  | miembro                        |
| 2020       | Chuang 2020                                         | invitado                       |
| 2020       | Welcome Back to Sound (Friends, Please Listen Well) |                                |
| 2019, 2020 | Happy Camp                                          | invitado                       |
| 2019       | Super Nova Games                                    | participante - junto a R.1.S.E |
| 2019       | Produce Camp 2019 (青春环游记)                      | concursante                    |
| 2019       | Day Day Up                                          | invitado                       |
| 2018       | The Collaboration Season 2 (潮音战纪 / CYZJ)        | concursante - junto a Samuel   |
| 2018       | Let Go Of My Baby: Season 3                         | 12 episodios - miembro         |
| 2018       | Super Nova Games (超新星全運會)                     | concursante                    |
| 2017       | The Coming One (明日之子)                           | concursante                    |

### Revistas / sesiones fotográficas/comerciales
| Año  | Revista                               | Notas                                          |
| ---- | ------------------------------------- | ---------------------------------------------- |
| 2022 | TATCHA                                | (Publicación en octubre)                       |
| 2022 | TATCHA                                | (Publicación en septiembre) -20/9/22-          |
| 2020 | Vogue China                           |                                                |
| 2020 | Wonderland China                      | (publicación de junio) - junto a R.1.S.E       |
| 2020 | VogueMe                               | (publicación de mayo)                          |
| 2020 | Bazaar Men China                      | (publicación de marzo)                         |
| 2020 | MiniBazaar China                      | (publicación de febrero) - junto a Ouyang Nana |
| 2019 | Esquire Fine                          | (publicación de diciembre)                     |
| 2019 | YOHO! Magazine                        | (publicación de diciembre)                     |
| 2019 | Esquire China - Esquire Fine          | (publicación digital)                          |
| 2019 | Gucci                                 |                                                |
| 2019 | OK! Magazine                          | (publicación #187) - junto a R.1.S.E           |
| 2019 | Grazia China                          | (publicación #428)                             |
| 2019 | GQ China                              | (tema: "All Eyes On You") - junto a R.1.S.E    |
| 2019 | Bazaar V Loveletter                   | junto a R.1.S.E                                |
| 2019 | Cosmopolitan China - "We Are Leaders" | (publicación de septiembre)                    |
| 2019 | Harper’s Bazaar China                 | junto a R.1.S.E                                |
| 2019 | Esquire China                         |                                                |
| 2019 | VogueMe China                         |                                                |
| 2019 | CQ Magazine China                     |                                                |
| 2019 | ELLE Men China                        |                                                |
| 2019 | Mensuno China                         |                                                |
| 2019 | Esquire × The Chuang                  | (White T-Shirts, Bandage & Lolipop)            |

### Eventos
| Año  | Título                                 | Notas                                 |
| ---- | -------------------------------------- | ------------------------------------- |
| 2020 | 2019 Weibo Awards Ceremony             | junto a R.1.S.E                       |
| 2019 | 2019-2020 New Year’s Countdown Gala    | junto a R.1.S.E                       |
| 2019 | 2019 Tencent Video Star Awards         | junto a R.1.S.E                       |
| 2019 | 1st Tencent Music Entertainment Awards | junto a R.1.S.E                       |
| 2019 | 2019 Cosmo Glam Night                  | junto a R.1.S.E                       |
| 2019 | Suning 11.11 Night                     |                                       |
| 2019 | Fan Meeting: Doki x The Chuang 2019    | junto a miembros de Produce Camp 2019 |

### Endorsos
| Año    | Marca  | Notas                               |
| ------ | ------ | ----------------------------------- |
| 2020 - | Reebok | Portavoz de la Región Asia Pacífico |

### Embajador
| Año  | Marca | Notas                                            |
| ---- | ----- | ------------------------------------------------ |
| 2019 | Pepsi | junto a Zhan Yanqi - (Embajadores promocionales) |

## Discografía

### Extended play
| Fecha                    | Información del Álbum                               | Lista de canciones                                 |
| ------------------------ | --------------------------------------------------- | -------------------------------------------------- |
| •14 de diciembre de 2018 | Título: V Agencia: Wajijiwa Entertainment           | 1. Hate Me 2. Do What I Want 3. Jail 4. On The Top |
| •26 de febrero de 2019   | Título: V's Prelude Agencia: Wajijiwa Entertainment | 1. Little Star 2. Forest 3. I Will Show You        |

### Sencillos
| Fecha               | Título             | Posiciones de la Tabla  | Álbum            |
| Fecha               | Título             | Billboard China Top 100 | Álbum            |
| ------------------- | ------------------ | ----------------------- | ---------------- |
| •2019               | Forest             | 76                      | "V's Prelude"    |
| •6 de junio de 2022 | You Jump, I Jump   |                         | You Jump, I Jump |
| •2022               | If I Die ,Tomorrow |                         |                  |

### Otros
| Año            | Título             | Álbum                       | Notas                                                       |
| -------------- | ------------------ | --------------------------- | ----------------------------------------------------------- |
| •abril de 2020 | Skillful Detective | OST de "Skillful Detective" | junto a Tan Zhuo, Du Haitao, Xiao Yang, Cai Zi y Angelababy |

### R1SE

#### Sencillos
| Fecha                | Título | Lista de canciones | Notas                                          |
| -------------------- | ------ | ------------------ | ---------------------------------------------- |
| •9 de agosto de 2019 |        |                    | OST para "Shanghai Fortress" - (canción final) |
| •8 de junio de 2019  | R1SE   | 1. R1SE            |                                                |

## Apoyo a beneficencia
En el 2019 junto a R.1.S.E. y el actor Li Yifeng participaron con GQ China modelando las camisas diseñadas por ellos mismos para organizaciones benéficas.

## Premios y nominaciones
| Año  | Categoría              | Premio                        | Trabajo  | Resultado |
| ---- | ---------------------- | ----------------------------- | -------- | --------- |
| 2020 | Best Group of the Year | 2019 Weibo Awards Ceremony    | R.1.S.E. | Ganaron   |
| 2018 | Best Music Newcomer    | Tencent Supernova Night Award | -        | Ganó      |